# Liste des cratères de la Lune
Pour un article plus général, voir cratères lunaires.

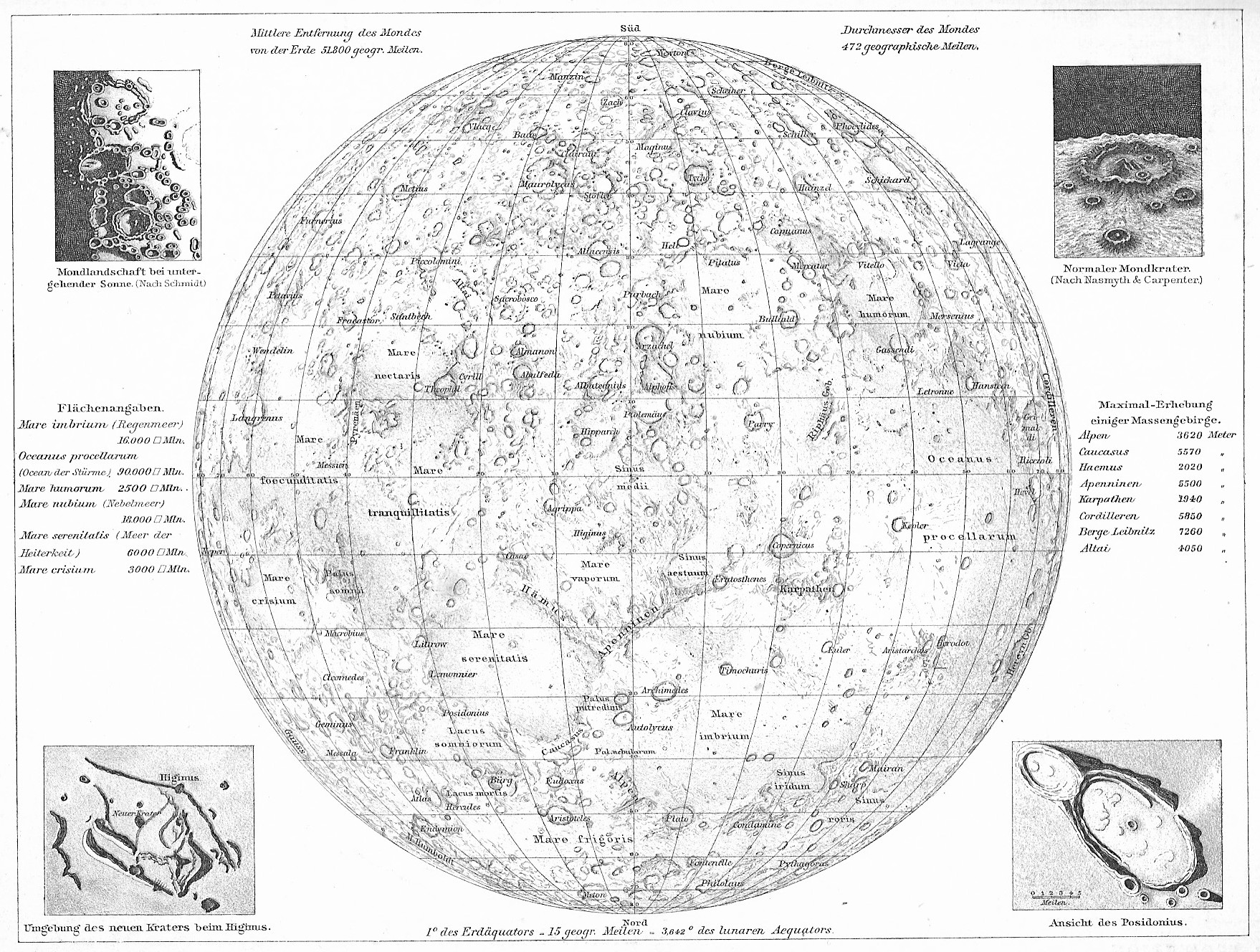
Principaux reliefs lunaires dont ses cratères.

Voici une liste des cratères de la Lune. La plupart d'entre eux sont des cratères d'impact. Plus de 30 000 cratères, dont les diamètres sont compris entre 1 km et plus de 100 km, sont observables au télescope depuis la Terre.

## Historique

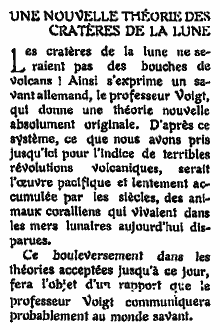
Article de 1905 sur les cratères lunaires.

Les cratères lunaires ont reçu différentes interprétations au cours des siècles : récif corallien, anneaux de glace selon la doctrine de la glace éternelle d'Hans Hörbiger, cyclones, trous creusés par les sélénites selon Johannes Kepler, volcanisme selon l’Astronomie populaire de François Arago ou Camille Flammarion.
La nomenclature est celle établie à partir de 1935 par l'Union astronomique internationale qui s'est principalement basée sur les dénominations de l'astronome Giovanni Riccioli et de Johann Heinrich von Mädler car auparavant les sélénographes comme Michael Florent van Langren donnaient à des cratères le nom de leurs mécènes (tel le cratère Copernic nommé Philippe IV par Langrenus).

Cette liste n'inclut que des cratères officiellement reconnus par cette organisation.

## Liste des cratères
Les cratères lunaires sont listés dans les articles suivants, par ordre alphabétique.
Les cratères satellites sont décrits dans l'article traitant du cratère principal.
- Liste des cratères de la Lune, A-B
- Liste des cratères de la Lune, C-F
- Liste des cratères de la Lune, G-K
- Liste des cratères de la Lune, L-N
- Liste des cratères de la Lune, O-Q
- Liste des cratères de la Lune, R-S
- Liste des cratères de la Lune, T-Z

Ou alors à partir du menu suivant :

## Principaux cratères
Localisation et diamètre des principaux cratères sur la face visible de la Lune :

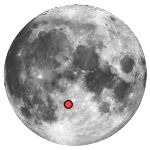
Albategnius (131 km)
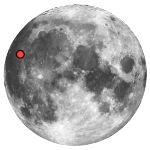
Aristarque (40 km)
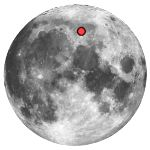
Aristoteles (88 km)
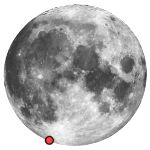
Bailly (301 km)
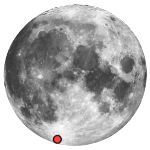
Clavius (231 km)
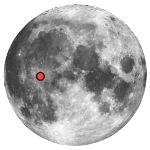
Copernic (96 km)
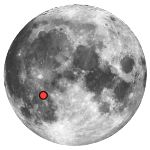
Fra Mauro (97 km)
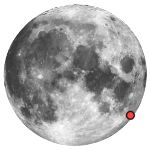
Humboldt (199 km)
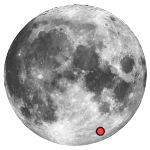
Janssen (201 km)
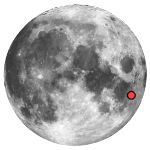
Langrenus (132 km)
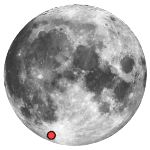
Longomontanus (146 km)
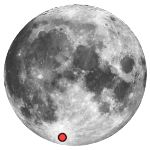
Maginus (156 km)
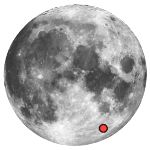
Metius (84 km)
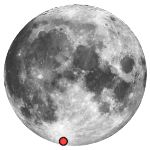
Moretus (114 km)
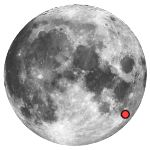
Petavius (184 km)
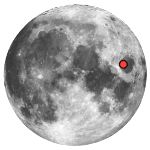
Picard (22 km)
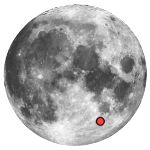
Piccolomini (en) (88 km)
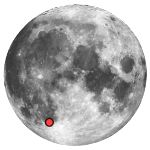
Pitatus (en)(101 km)
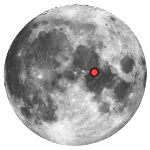
Plinius (41 km)
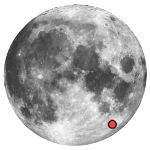
Rheita (71 km)
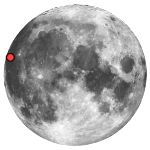
Russell (103 km)
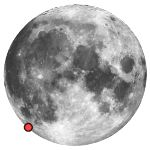
Schickard (212 km)
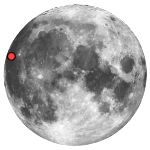
Seleucus (en)
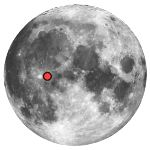
Stadius (68 km)
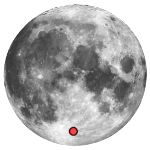
Stöfler (130 km)
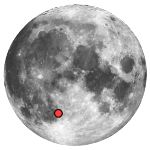
Thebit (55 km)
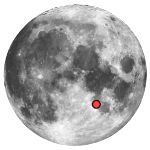
Theophilus (99 km)
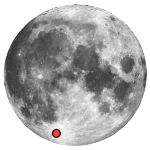
Tycho (85 km)
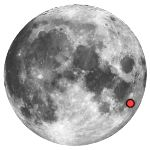
Vendelinus (141 km)
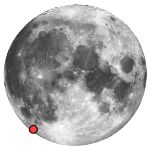
Wargentin (en) (85 km)

## Origine des noms
Quatorze cratères lunaires sont nommés en hommage à des explorateurs spatiaux morts au cours de leur mission :
- 1967 : les trois astronautes américains d'Apollo 1 (Grissom (en) pour Virgil Grissom, White (en) pour Edward White, et Chaffee pour Roger Chaffee) ;
- 1967 : le cosmonaute soviétique de Soyouz 1 (Komarov pour Vladimir Komarov) ;
- 1971 : les trois cosmonautes soviétiques de Soyouz 11 (Volkov (en) pour Vladislav Volkov, Dobrovol'skiy (en) pour Georgi Dobrovolski, et Patsaev (en) pour Viktor Patsayev) ;
- 1986 : les sept astronautes américains du vol STS-51-L de Challenger (Scobee (en) pour Dick Scobee, Jarvis (en) pour Gregory Jarvis, McNair (en) pour Ronald McNair, Onizuka (en) pour Ellison Onizuka, Resnik (en) pour Judith Resnik, Smith (en) pour Michael J. Smith, et McAuliffe (en) pour Christa McAuliffe).

En mars 2020, sur 1 578 cratères lunaires nommés en l'honneur d'une personne, seuls trente-deux le sont en l'honneur d'une femme. En février 2021, un 33e cratère lunaire est nommé en l'honneur d'une femme : le cratère Easley (en), en l'honneur d'Annie J. Easley (1933-2011).
Par ailleurs, les Jésuites ont la particularité d'avoir 35 de leurs membres scientifiques dont le nom a été donné à un cratère de la Lune,.